# トレイア
トレイア（伊: Treia）は、イタリア共和国マルケ州マチェラータ県にある、人口約9,000人の基礎自治体（コムーネ）。

## 地理

### 位置・広がり
マチェラータ県のコムーネ。県都マチェラータから西へ11kmの距離にある。

#### 隣接コムーネ
隣接するコムーネは以下の通り。
- アッピニャーノ
- チンゴリ
- マチェラータ
- ポッレンツァ
- サン・セヴェリーノ・マルケ
- トレンティーノ

### 気候分類・地震分類
トレイアにおけるイタリアの気候分類 (it) および度日は、zona D, 2040 GGである。
また、イタリアの地震リスク階級 (it) では、zona 2 (sismicità media) に分類される。

## 行政

### 分離集落
トレイアには、以下の分離集落（フラツィオーネ）がある。
- Camporota, San Lorenzo, Chiesanuova di Treia, Passo di Treia, Santa Maria in Selva, Santa Maria in Piana

## 文化・観光
「イタリアの最も美しい村」クラブ加盟コムーネである。

## 人物

### 著名な出身者
- ルイジ・ランツィ - 18-19世紀の考古学者・美術史家。